# Olsnesøyna
Olsnesøyna ou Ulvsnesøy est une île norvégienne du comté de Hordaland appartenant administrativement à Osterøy.

## Description
Rocheuse et couverte d'une légère végétation, à fleur d'eau, elle s'étend sur environ 522 m de longueur pour une largeur approximative de 324 m. Les infrastructures de l'ancienne école et de la prison y figurent toujours (routes, bâtiments , etc.)

## Histoire

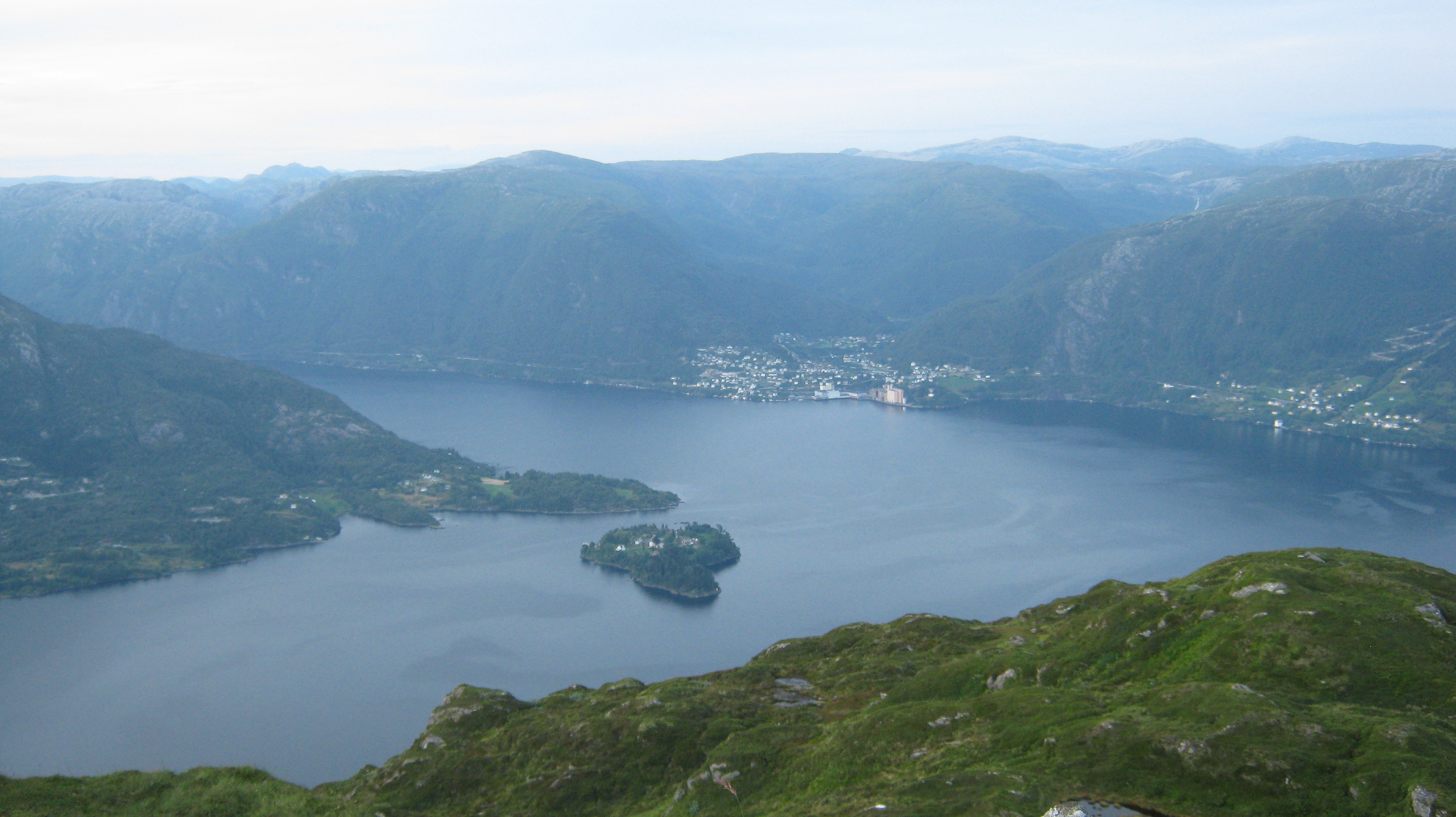

L'île devient en 1881 une maison scolaire pour garçons « turbulents » âgés de 10 à 15 ans. L'institution s'appelait à l'origine Ulfsnesøens Opdragelsesanstalt. Le théologien Ole Irgens de Bergen prend l'initiative de la construction de l'école, qui est financée par l'argent du Brennevinssamlaget et de la Bergens Sparebank. Les bâtiments de l'île étaient prêts à être utilisés en avril 1881. Les premiers garçons arrivent sur l'île en octobre 1881. 
En 1900, l'institution reçoit un nouveau statut conformément à la loi de 1896 sur les enfants négligés (loi sur la tutelle) et devient ensuite la Maison scolaire Ulvnæsøens pour garçons négligés. La loi de 1951 sur les écoles spéciales jette les bases d'un nouvel arrangement selon lequel l'État prend en charge le fonctionnement de l'école d'Ulvsnesøy pour les garçons ayant des difficultés d'adaptation. En 1965, le nom est à nouveau changé. Les garçons qui vivaient et fréquentaient l'école y étaient envoyés par les autorités en raison de négligences ou de problèmes de comportement. Il y avait environ 30 étudiants et quelques professeurs. L'école a son propre bureau de poste de 1901 à 1955, initialement appelé « Olsnesøen à Bruvik ».
L'école d'Ulvsnesøy est décrite dans Ulvsnesøy skole, fra oppdragelsesanstant til offentlig skole d'Edvard Lysne en 1983 et dans le livre d'Yngvar Ustvedt (en) Djeveløya i Oslofjorden – historien om Bastøy og andre straffeanstalter for slemme gutter en 2000.
L'école ferme définitivement en 1981.
À partir de 1982, la ville de Bergen transforme le site en prison, en particulier dans les bâtiments derrière le dortoir de l'école d'Ulvsnesøy. Le département a d'abord été nommé département d'Osterøy de la prison du district de Bergen. Après l'ouverture de la prison du comté de Bergen en 1990, le département a été appelé Département d'Osterøy de la prison du comté de Bergen. Le terme de prison nationale a disparu avec l'introduction des régions au 1er janvier 2001. Tous les établissements pénitentiaires sont désormais appelés prisons.
Le Département Osterøy comptait 26 employés et pouvait accueillir 31 détenues, dont neuf places étaient réservées aux femmes. Les détenus étaient employés à l'exploitation, à l'entretien des anciens bâtiments, à l'agriculture ou allaient à l'école. L'école secondaire supérieure d'Åsane avait sa propre section dans la prison.
Il a été décidé de fermer la « ferme-prison » à l'expiration du bail de l'État en 2019. L'exploitation de la prison a été fermée en février 2019. L'île a ensuite été mise en vente pour 8,2 millions de NOK et en juin 2019, elle a été vendue pour 11,8 millions de NOK. L'île est réglementée pour la fourniture de services, ce qui signifie qu'une entreprise doit y être exploitée.